# Christabel Nettey
Christabel Saakor Nettey (née le 2 juin 1991 à Brampton) est une athlète canadienne, spécialiste du saut en longueur, détentrice du record du Canada avec 6,99 m.

## Biographie
Étudiante à l'Université d'État de l'Arizona, elle remporte en 2009 la médaille d'argent des championnats panaméricains juniors de Port-d'Espagne.
Auteur d'un record personnel à 6,75 m, en avril 2013, à Tempe, elle remporte la médaille de bronze des Jeux de la Francophonie avec un saut à 6,63 m. Elle participe aux Jeux du Commonwealth de 2014, à Glasgow, et s'adjuge la médaille de bronze en 6,49 m, devancée par la Nigériane Ese Brume et l'Anglaise Jazmin Sawyers.
Elle établit un nouveau record du Canada du saut en longueur le 15 février 2015, en salle à Stockholm, en atteignant la marque de 6,99 m. Elle réédite cette performance en plein air le 29 mai à Eugene lors de la Prefontaine Classic.
Le 28 mars 2018, à Brisbane, Nettey réalise son meilleur saut depuis 2015 en sautant à 6,92 m (+ 1,9 m/s), meilleure performance mondiale de l'année.

## Vie privée
Sa sœur Sabrina (née en 1990) a participé avec elle aux championnats du monde jeunesse 2007 sur le 100 m (demi-finale) et la longueur (8e).

## Palmarès
| Date | Compétition                        | Lieu             | Résultat | Épreuve        | Performance   |
| ---- | ---------------------------------- | ---------------- | -------- | -------------- | ------------- |
| 2007 | Championnats du monde cadets       | Ostrava          | 8e       | 100 m haies    | 14 s 42       |
| 2007 | Championnats du monde cadets       | Ostrava          | 3e       | Relais suédois | 2 min 09 s 08 |
| 2009 | Championnats panaméricains juniors | Port-d'Espagne   | 2e       | Longueur       | 6,05 m        |
| 2013 | Jeux de la Francophonie            | Nice             | 3e       | Longueur       | 6,63 m        |
| 2014 | Jeux du Commonwealth               | Glasgow          | 3e       | Longueur       | 6,49 m        |
| 2014 | Coupe continentale                 | Marrakech        | 4e       | Longueur       | 6,35 m        |
| 2015 | Jeux panaméricains                 | Toronto          | 1re      | Longueur       | 6,90 m        |
| 2015 | Championnats du monde              | Pékin            | 4e       | Longueur       | 6,95 m        |
| 2018 | Championnats du monde en salle     | Birmingham       | 7e       | Longueur       | 6,63 m        |
| 2018 | Jeux du Commonwealth               | Gold Coast       | 1re      | Longueur       | 6,84 m        |
| 2018 | Ligue de diamant                   | Ligue de diamant | 7e       | Longueur       | 6,52 m        |
| 2018 | Coupe continentale                 | Ostrava          | 7e       | Longueur       | 6,31 m        |
| 2019 | Jeux panaméricains                 | Lima             | 14e      | Longueur       | 5,96 m        |
| 2022 | Championnats NACAC                 | Freeport         | 2e       | Longueur       | 6,46 m        |

## Records
| Épreuve          | Épreuve   | Performance | Lieu      | Date            |
| ---------------- | --------- | ----------- | --------- | --------------- |
| Saut en longueur | Plein air | 6,99 m (NR) | Eugene    | 29 mai 2015     |
| Saut en longueur | Salle     | 6,99 m (NR) | Stockholm | 19 février 2015 |